# 大治北インターチェンジ
大治北インターチェンジ（おおはるきたインターチェンジ）は、愛知県海部郡大治町にある名古屋第二環状自動車道のインターチェンジである。

## 概要
名古屋西JCT・飛島JCT方面への入口と同方面からの出口のみを持つハーフインターチェンジである。このICから名古屋IC・名古屋南JCT方面へ行くことはできず、同方面からの本線流出もできないことから、流出入にあたっては隣りの甚目寺南ICを利用する。

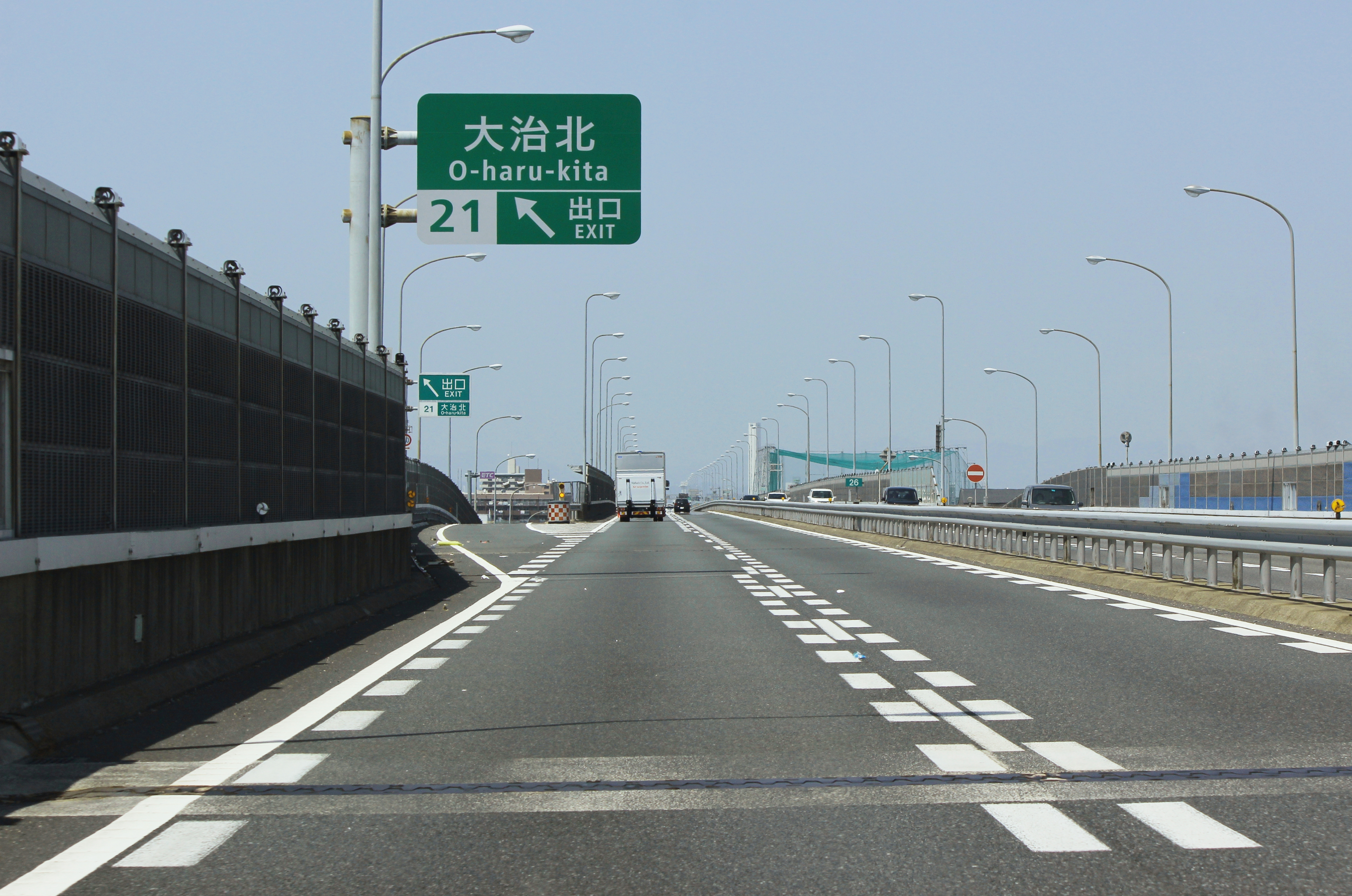
外回りの本線流出部
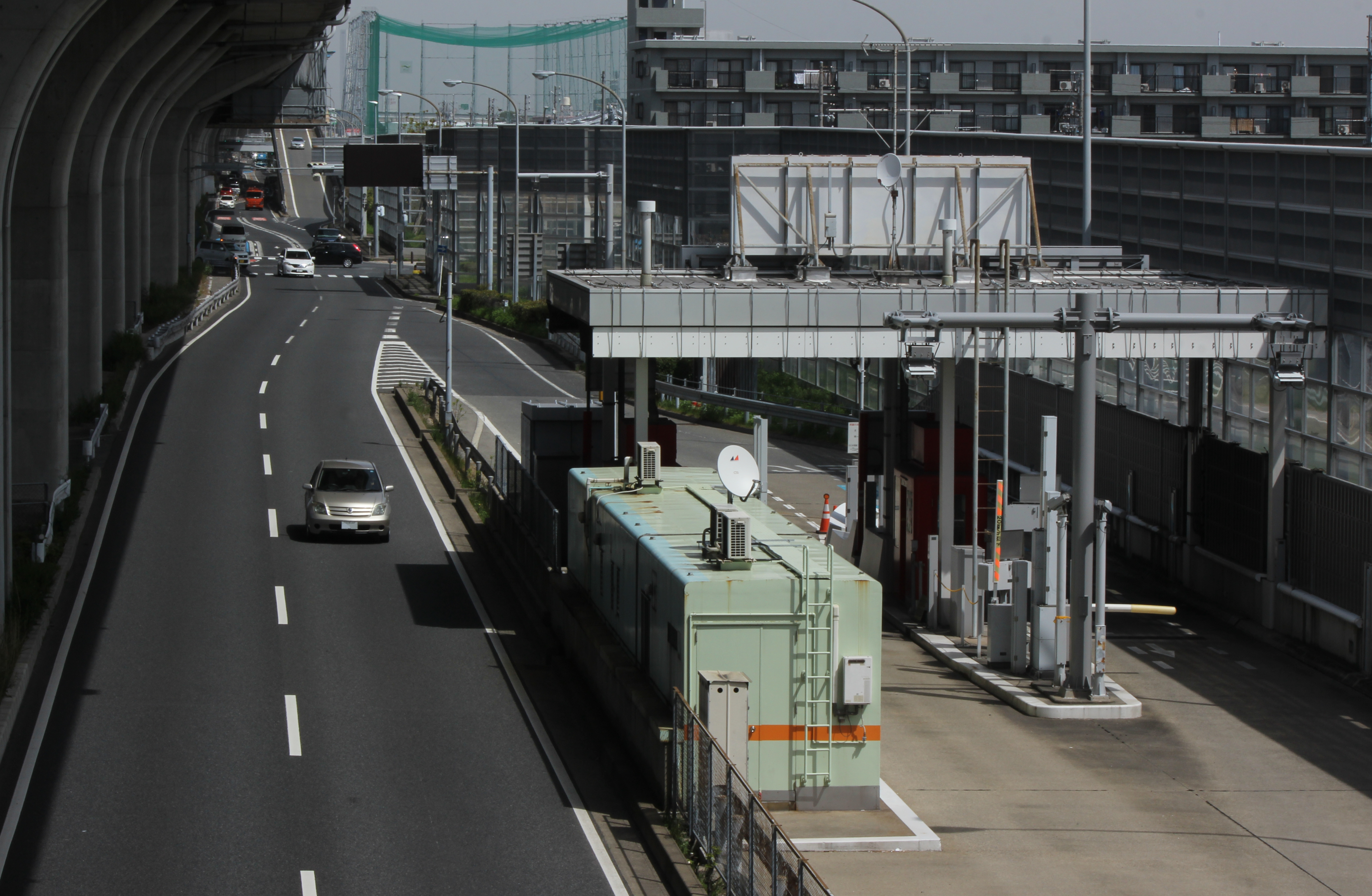
内回りの甚目寺南IC（画像奥側）は出口専用のため名古屋西JCT方面には手前の大治北ICから流入する
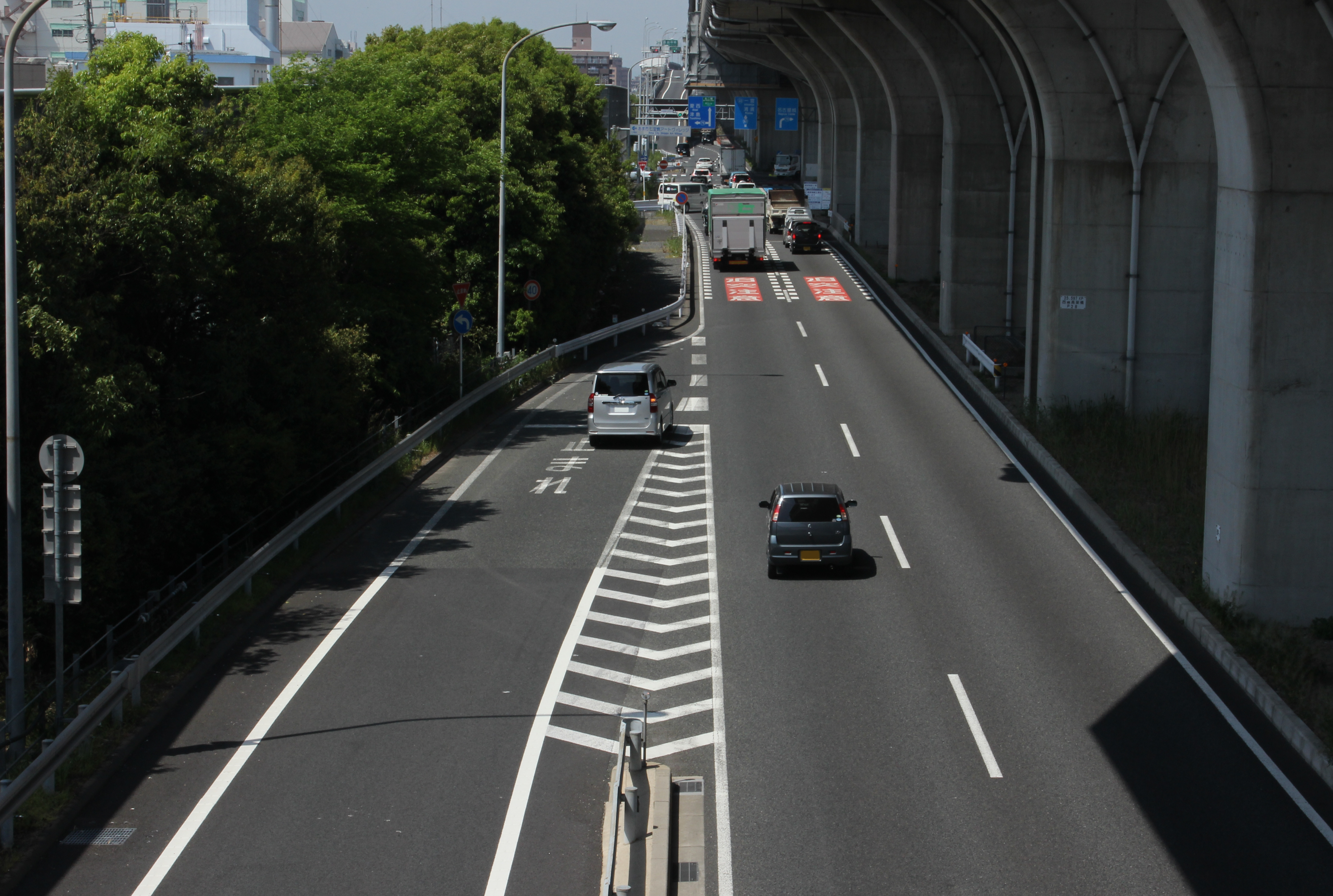
外回りの大治北IC（画像手前側）は出口専用のため上社JCT方面には奥の甚目寺南ICから流入する

## 歴史
- 1988年（昭和63年）3月23日 : 東名阪自動車道名古屋西IC - 清洲東IC間開通と同時に当ICを開設[4]
- 2011年（平成23年）3月20日 : 所属路線名称を名古屋第二環状自動車道（名二環）に変更[5]

## 周辺
- 甚目寺南ICの項を参照。

## 接続する道路
- 直接接続
  - 国道302号（名古屋環状2号線）[6]
- 間接接続
  - 愛知県道79号あま愛西線[6]

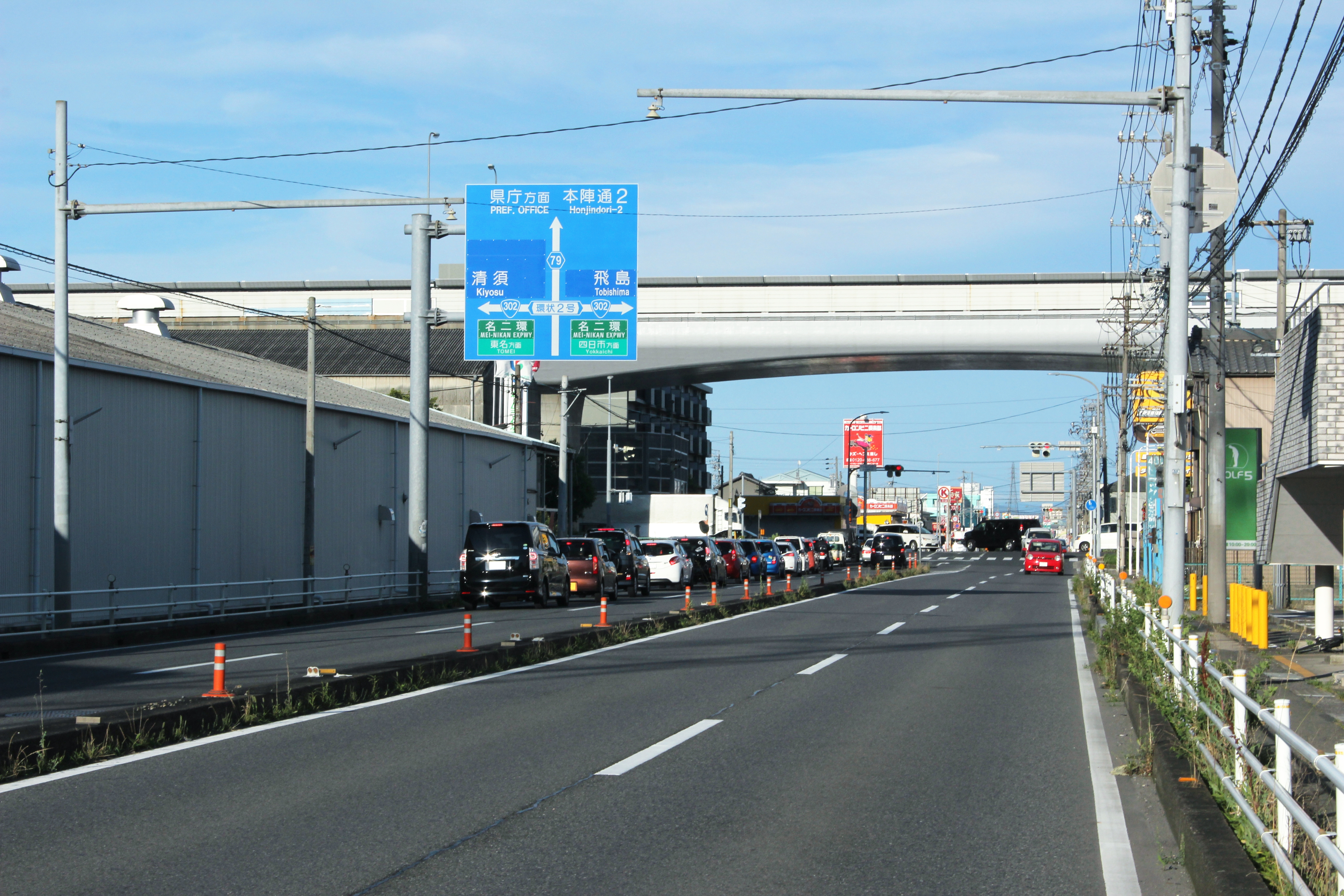
国道302号を介して当ICと甚目寺南ICに接続する愛知県道79号

## 料金所
レーン運用は、時間帯やメンテナンスなどの事情により変更される場合がある。

### 入口
- レーン数 : 2[7]
  - ETC専用 : 1
  - 一般 : 1

## 隣
C2 名古屋第二環状自動車道
(20)甚目寺南IC - (21)大治北IC - (22)大治南IC